# بودروگ‌کرستور
بودروگ‌کرستور (به مجاری:  Bodrogkeresztúr) یک منطقهٔ مسکونی در مجارستان است که در ناحیه توکای واقع شده‌است. بودروگ‌کرستور ۲۹٫۸۷ کیلومتر مربع مساحت و ۱٬۱۰۹ نفر جمعیت دارد.